# Skáneyarbunga
Skáneyarbunga är en kulle i republiken Island. Den ligger i regionen Västlandet, 70 km norr om huvudstaden Reykjavík. Toppen på Skáneyarbunga är 244 meter över havet, eller 228 meter över den omgivande terrängen. Bredden vid basen är 8,6 km.
Trakten runt Skáneyarbunga är nära nog obefolkad, med mindre än två invånare per kvadratkilometer. Trakten runt Skáneyarbunga består i huvudsak av gräsmarker.